# عبدالمحمد آیتی
عبدالمحمد آیتی (زاده اردیبهشت ۱۳۰۵ - درگذشته ۲۰ شهریور۱۳۹۲) پژوهشگر، نویسنده و مترجم معاصر در حوزه فلسفه، تاریخ و ادب فارسی و عربی بود. او برای ترجمه کتاب تاریخ ادبیات زبان عربی برگزیدهٔ دومین دورهٔ کتاب سال ایران شد.

## تولد
عبدالمحمد آیتی در اردیبهشت ۱۳۰۵ خورشیدی در بروجرد لرستان به دنیا آمد.

## تحصیلات
در شهر بروجرد، نخست به مکتبخانه سنتی آغاباجی رفت ولی والدینش او را به دبستان اعتضاد که قدیمی‌ترین مدرسه مدرن در بروجرد بود فرستادند. وی در سال ۱۳۲۰ وارد دبیرستان شد و در سال‌های آخر، به تحصیل علوم حوزوی علاقه‌مند شد. وی به مدرسه علمیه نوربخش رفت و چند سالی در آنجا علوم اسلامی را فرا گرفت.
آیتی در سال ۱۳۲۵ وارد دانشکده معقول و منقول دانشگاه تهران شد و پس از به پایان بردن دوره لیسانس، به خدمت وزارت آموزش و پرورش درآمد. پس از آن برای تدریس به بابل رفت و بیش از سی سال در شهرستان‌ها و تهران به عنوان دبیر به تدریس پرداخت. در کنار تدریس، سردبیری ماهنامه آموزش و پرورش را نیز بر عهده داشته و در دانشگاه فارابی و دانشگاه دماوند ادبیات فارسی و عربی تدریس کرده‌است. در مهرماه ۱۳۳۰ از خرم‌آباد به تهران منتقل شد و از آنجا به ساوه و چندی در گرمسار اقامت گزید.

## ترجمه‌ها و تالیفات
اولین بار در سال ۱۳۴۰ در «کتاب هفته» مطلبی با نام «باتلاق» نوشت و به‌دنبال آن، رمان «کشتی شکسته» تاگور را ترجمه کرد. وی از مترجمان بنام عربی به فارسی است و ترجمه‌های فارسی «قرآن»، «نهج‌البلاغه» و «صحیفه سجادیه» را منتشر کرده‌است. آیتی تا زمان مرگش عضو پیوسته فرهنگستان زبان و ادب فارسی بود و در این فرهنگستان، ریاست شورای علمی دانشنامه تحقیقات ادبی را بر عهده داشت.
در مهرماه ۱۳۴۸ به پیشنهاد مرکز انتشارات آموزشی به تهران آمد و در آن مرکز به کار مشغول شد. ده سال سردبیر ماهنامه آموزش و پرورش بود تا در سال ۱۳۵۹ بازنشسته شد. پیش از بازنشستگی کتاب‌های باتلاق، کشتی شکسته، کالسکه زرین، تحریر تاریخ وصاف و ترجمه تقویم البلدان را منتشر کرده بود. در دوره بازنشستگی تاریخ ابن خلدون (العبر) را در شش جلد ترجمه کرد و کتاب‌هایی نظیر تاریخ دولت اسلامی در اندلس در ۵ جلد و تاریخ ادبیات زبان عربی و تاریخ فلسفه در جهان اسلام و… را ترجمه کرد. از وی ترجمه‌های گوناگون دیگری بر جای مانده‌است.

## درگذشت
عبدالمحمد آیتی در ۲۰ شهریور ۱۳۹۲ در سن ۸۷ سالگی درگذشت.

## کتابشناسی
- کشتی شکسته (ترجمه)، ۱۳۴
- تحریر تاریخ وصّاف، ۱۳۴۴.
- آمرزش ابوالعلا معری (ترجمه)، ۱۳۴۷.
- دربارهٔ فلسفهٔ اسلامی: روش و تطبیق آن، نوشتهٔ ابراهیم بیومی مدکور، ۱۳۶۰، انتشارات امیرکبیر، بازنشر در ۱۳۸۷ توسط انتشارات نگاه.
- گزیده و شرح خمسه نظامی، ۱۳۵۵–۱۳۷۳.
- تاریخ ابن‌خلدون (العبر)، ۱۳۶۳–۱۳۷۱.
- شکوه قصیده، ۱۳۶۴.
- تاریخ دولت اسلامی در اندلس، محمّد عبداللّه عنان (ترجمه)، ۱۳۶۶–۱۳۷۱.
- قرآن مجید (ترجمه فارسی)، ۱۳۶۷.
- شکوه سعدی در غزل، ۱۳۶۹
- شرح و ترجمه معلّقات سبع، ۱۳۷۱.
- الغارات در حوادث سال‌های معدود خلافت علی (ع)، ۱۳۷۱.
- گنجور پنج گنج، ۱۳۷۴.
- شرح منظومه مانلی و پانزده قطعه دیگر، ۱۳۷۵.
- بسی رنج بردم، بازنویسی‌شده از فردوسی، ۱۳۷۶.
- شاهنامه بنداری، ۱۳۸۰.
- قصه باربد و بیست قصه دیگر از شاهنامه، ۱۳۸۰.
- معجم‌الأدبا، یاقوت حموی (ترجمه)، ۱۳۸۱.
- داوری حیوانات نزد پادشاه پریان (ترجمه)، ۱۳۸۳.
- گزیده شرح مقامات حمیدی، ۱۳۸۳.
- ترجمهٔ معلقات سبع
- در تمام طول شب، شرح چهار شعر بلند نیما، ۱۳۸۳.[۵]